# Captain Beyond (album)
| Recensione   | Giudizio     |
| ------------ | ------------ |
| AllMusic     | [ 1 ]        |
| Sputnikmusic | 4.5 (Superb) |
| Debaser      | [ 3 ]        |
| Progarchives | [ 4 ]        |

Captain Beyond è il primo ed eponimo album in studio del gruppo rock statunitense Captain Beyond, pubblicato nel luglio del 1972 .

## Tracce

### LP
Lato A
Testi e musiche di Bobby Caldwell e Rod Evans.
1. Dancing Madly Backwards (On a Sea of Air) – 4:08
2. Armworth – 2:50
3. Myopic Void – 3:37
4. Mesmerization Eclipse – 3:45
5. Raging River of Fear – 3:48

Lato B
Testi e musiche di Bobby Caldwell e Rod Evans.
1. Thousand Days of Yesterdays (Intro) – 1:30
2. Frozen Over – 3:55
3. Thousand Days of Yesterdays (Time Since Come and Gone) – 4:05
4. I Can't Feel Nothin' (Part 1) – 3:07
5. As the Moon Speaks (To the Waves of the Sea) – 2:30
6. Astral Lady – 1:15
7. As the Moon Speaks (Return) – 2:16
8. I Can't Feel Nothin' (Part 2) – 1:11

## Formazione
- Rod Evans - voce solista
- Larry "Rhino" Reinhardt - chitarra solista, chitarra acustica, chitarra slide
- Lee Dorman - basso, cori, pianoforte
- Bobby Caldwell - batteria, percussioni (tutte), cori, pianoforte, vibrafono, campane

Note aggiuntive
- Captain Beyond - produttori, arrangiamenti
- Registrazioni effettuate al Sunset Sound Recorders di Hollywood, California (Stati Uniti)
- Wayne Dailey - ingegnere delle registrazioni
- Mixaggio effettuato al The Record Plant di Los Angeles, California da Johnny Sandlin
- Pacific Eye & Ear - progetto e design album originale
- Joe Garnett - illustrazione copertina album originale
- Quest'album è dedicato alla memoria di Duane Allman[7]

## Classifica
| Anno | Classifica    | Posizione raggiunta |
| ---- | ------------- | ------------------- |
| 1972 | Billboard 200 | 134                 |